# Mošeja Ketchaoua
Mošeja Ketchaoua (arabsko جامع كتشاوة, Djamaa Ketchaoua) je mošeja v mestu Alžir, glavnem mestu Alžirije. Zgrajena je bila med osmansko vladavino v 17. stoletju in stoji ob vznožju Kazbe v Alžiru, ki je na Unescovem seznam svetovne dediščine. Mošeja stoji na prvem izmed številnih strmih stopnišč v Kazbi in je bila logistično in simbolično občudovana v predkolonialnem mestu Alžir. Mošeja je znana po svoji edinstveni fuziji mavrske in bizantinske arhitekture.
Mošeja je bila prvotno zgrajena leta 1612. Kasneje, leta 1845, je bila med francosko vladavino spremenjena v stolnico sv. Filipa, kar je ostala do leta 1962. Stara mošeja je bila med letoma 1845 in 1860 porušena in zgrajena nova cerkev. Leta 1962 je bila spremenjena v mošejo. Kljub tem prehodom med dvema različnima verama v približno zadnjih štirih stoletjih je mošeja ohranila svojo prvotno veličino in je ena glavnih znamenitosti Alžira.

## Geografija
Mošeja Ketchaoua stoji v zgodovinski kazbi v Alžiru v južnem delu mesta. Je približno 250 metrov vzhodno od mošeje Djamaa el Kebir, ki je v bližini nadškofovske palače in Nacionalne knjižnice Alžirije. Mošeja, zgrajena v času vladavine Osmanskega cesarstva, je bila nekoč v središču mesta. Njena strateška lokacija, ki stoji na prvem od stopnišč Kazbe, ki so vodila do petih vrat mesta v aristokratskem okrožju, kjer so živeli bogati in slavni člani kraljeve družine Osmanskega regentstva, politični ugledni in drugi bogati poslovni magnati. Zgrajena je bila na mestu Icosiuma; na mestu mošeje je v preteklosti obstajala prvotna feničanska naselbina.

## Zgodovina

### Izvor
Kazba (pomeni trdnjava) ob obali Sredozemskega morja je edinstvena vrsta medine ali islamskega mesta, ki je nastalo pred gradnjo mošeje Ketchaoua v njenem središču. Gleda na otoke, kjer je bila v 6. stoletju pr. n. št. ustanovljena kartažanska trgovska postaja. Mesto Alžir so ustanovili Ziridi šele v 10. stoletju; v naslednjih nekaj stoletjih je zaporedna vladavina pod Berberi, Rimljani, Bizantinci, Arabci in Španci pustila svoj vpliv.
Zgodovina mošeje Ketchaoua je sestavni del starodavne zgodovine kazbe, ki je zaradi svoje kulturne dediščine uvrščena na Unescov seznam svetovne dediščine. Mošeja je bila zgrajena pod osmansko vladavino (16. in 17. stoletje) v središču Kazbe. Njena natančna lokacija je bila v središču mesta na križišču cest iz spodnje Casbe, ki vodijo do petih vrat mesta Alžir. Nepotrjeno se mošeja omenja v 14. stoletju, potrjeni 'notarski dokument' pa jo datira v leto 1612. Vendar jo je Hasan Paša, glede na spominski napis v poznejši polovici 18. stoletja, poveličeval kot stavba »lepote brez primere«.

### Sodobnost
Leta 1832 so mošejo preuredili v stolnico, ki so jo Francozi poimenovali stolnica sv. Filipa. Leta 1838, po osvojitvi alžirskega mesta Constantine s strani Francije, je maršal Sylvain Charles Valée dal pritrditi križ na vrh stolnice. Med letoma 1845 in 1860 so staro mošejo podrli in zgradili novo cerkev. Po osvoboditvi Alžirije izpod francoske vladavine se stolnica leta 1962, ki je bila vrnjena v mošejo Ketchaoua, šteje za »pomemben verski in kulturni pomen« in bogato priča o zgodovini »te mošeje, ki je postala stolnica in je spet mošeja«. Ponovno posvetitev stolnice v mošejo je bila izvedena v prvem letu po alžirski neodvisnosti, na uradni slovesnosti, ki jo je vodil Tawfiq al Madani, minister za pristanišča in je potekala na trgu Ben Badis (prej znanem kot Lavigere). Ta dogodek je bil opisan tudi kot »korelativno za ponovno osvojitev avtentičnosti Alžirije kot najvišjega simbola okrevanja narodove celovitosti«. Zvonovi so bili leta 1965 predani cerkvi Le Vieux- Marché, kjer je Louis Massignon med osamosvojitveno vojno vzpostavil krščansko-muslimansko romanje.
Poleg mošeje Ketchaoua so ostanki citadele, drugih starih mošej in palač v osmanskem slogu ter ostanki tradicionalne mestne strukture.

## Arhitektura
Glavni vhod v mošejo vodi 23 stopnic. Ob vhodu je okrašen portik, ki ga podpirajo štirje marmorni stebri s črnimi žilami. V notranjosti mošeje so arkade, zgrajene s stebri iz belega marmorja. Lepoto prostorov mošeje, minaretov in stropov poudarjajo izrazito mavrski štuki. Mošeja gleda na javni trg v kazbi, z morjem spredaj; ima dva osmerokotna minareta, ki obkrožata vhod, z bizantinskim in mavrskim dizajnom in okraski. Številni stebri iz belega marmorja pripadajo prvotni mošeji. V eni od prostorov v mošeji je grobnica z ostanki svetega Geronima.

## Obnova
Leta 2009 je Alžirski oddelek za dediščino začel z izboljšavami osmerokotnih minaretov, osrednjega oboka glavne fasade in prilegajočega se stopnišča znotraj mošeje. Načrtovano je bilo, da bodo dokončani v 12 mesecih. Ob restavriranju minareta mošeje Ketchaoua, ki je bil na robu delnega propada, so bili razviti načrti za izvedbo v treh fazah, vključno z obnovo same Kazbe, na splošno. Ta načrt, uveden septembra 2008, je zajemal prenovo več mošej v starem Alžiru in preureditev številnih hiš v knjižnice po začetnih stroških 300 milijonov alžirskih dinarjev.

## Galerija
- Mošeja Ketchaoua od zunaj
- Kupola mošeje Ketchaoua, pogled od znotraj
- Notranjost mošeje
- Kupola mošeje
- Stranska stena mošeje Ketchaoua
- Minaret mošeje